# 2112 (альбом)
2112 (рус. «Двадцать один-двенадцать») — четвёртый студийный альбом канадской рок-группы Rush, выпущенный в 1976 году.
В заглавной композиции, занимающей первую половину альбома, рассказывается антиутопичная история о событиях, происходящих в 2112 году. Первая половина представляет собой концептуальный альбом. Однако песни на второй стороне никак не связаны с сюжетом первой песни.
2112 — один из двух альбомов Rush (второй — Moving Pictures), включённый в список «1001 Albums You Must Hear Before You Die». Альбом занимает 22 место в списке «25 лучших классических альбомов прогрессивного рока» по версии PopMatters и в списке «50 величайших прог-рок-альбомов всех времён» журнала Rolling Stone.

## Композиция «2112»
В 2062 году межгалактическая война заканчивается объединением всех планет под властью Красной Звезды Солнечной Федерации. Миром управляют Жрецы Храмов Сиринкс (Priests of the Temples of Syrinx), которые определяют содержание книг, музыки — все аспекты жизни — до 2112 года.
Однажды человек находит гитару («древнее чудо») и учится играть новую музыку, не похожую на то, что он когда-либо слышал. Когда он приходит с этим к жрецам, они уничтожают гитару. После этого он впадает в депрессию и заканчивает самоубийством. Начинается ещё одна межпланетная война. В конце три раза повторяются слова: «Attention all planets of the Solar Federation: We have assumed control».
При написании текста на Нила Пирта оказала влияние антиутопия «Гимн» писательницы Айн Рэнд (которой посвящён альбом), из этой повести была позаимствована часть сюжета.
В гитарной партии присутствует аллюзия на увертюру П. И. Чайковского «1812 год».
В 2011 году песня заняла шестое место в списке «25 лучших песен всех времён в жанре прогрессивного рока» по версии сайта PopMatters.

## Список композиций
Вся музыка написана Алексом Лайфсоном и Гедди Ли, слова — Нилом Пиртом, кроме указанных.
| №                   | Название | Длительность                             |
| ------------------- | --- | ---------------------------------------- |
| 1.                  | «2112» I. «Overture» (0:00—4:33) II. «The Temples of Syrinx» (4:33—6:45) III. «Discovery» (6:45—10:14; музыка: Лайфсон) IV. «Presentation» (10:14—13:56; музыка: Лайфсон) V. «Oracle: The Dream» (13:56—15:56) VI. «Soliloquy» (15:56—18:17) VII. «Grand Finale» (18:17—20:33) | 20:34 4:33 2:12 3:29 3:42 2:00 2:21 2:14 |
| 2.                  | «A Passage to Bangkok» | 3:32                                     |
| 3.                  | «The Twilight Zone» | 3:16                                     |
| 4.                  | «Lessons» (Лайфсон) | 3:51                                     |
| 5.                  | «Tears» (Ли) | 3:30                                     |
| 6.                  | «Something for Nothing» (музыка: Ли) | 4:00                                     |
| Общая длительность: | Общая длительность: | 38:46                                    |

## Участники записи
- Гедди Ли — бас-гитара, аранжировки, вокал
- Алекс Лайфсон — электро- и акустические гитары
- Нил Пирт — ударные
- Хью Сайм — синтезатор во вступлении к 2112 и меллотрон в Tears